# Phryno rustica
Phryno rustica là một loài ruồi trong họ Tachinidae.